# Petar Zsekov
Petar Petrov Zsekov (bolgárul: Петър Петров Жеков; Knizsovnik, 1944. október 10. – Szófia, 2023. február 18.) olimpiai ezüstérmes, aranycipős, bolgár válogatott labdarúgó.

## Pályafutása

### Klubcsapatban
1962–63-ban a Dimitrovgrad, 1963 és 1968 között a Sztara Zagora, 1968 és 1975 között a CSZKA Szofija labdarúgója volt.
A CSZKA csapatával öt bolgár bajnoki címet és négy kupagyőzelmet ért el. 1967 és 1973 között hat alkalommal volt a bajnokság gólkirálya. Az 1968–69-es idényben Európa legjobb góllövője lett és ezzel elnyerte az aranycipőt.

### A válogatottban
1964 és 1973 között 44 alkalommal szerepelt a bolgár válogatottban és 25 gólt szerzett. Részt vett az 1966-os angliai és az 1970-es mexikói világbajnokságon. Tagja volt az 1968-as mexikóvárosi olimpián ezüstérmes csapatnak.

### Edzőként
1976–77-ben a Hebar Pazardzhik vezetőedzőjeként tevékenykedett.

## Sikerei, díjai
Bulgária
- Olimpiai játékok
  - ezüstérmes: 1968, Mexikóváros

 CSZKA Szofija
- Európai aranycipő: 1968–69
- Bolgár bajnokság
  - bajnok (5): 1968–69, 1970–71, 1971–72, 1972–73, 1974–75
  - gólkirály (6): 1966–67, 1967–68, 1968–69, 1969–70, 1971–72, 1972–73
- Bolgár kupa
  - győztes (4): 1969, 1972, 1973, 1974